# Чессаніті
Чессаніті (італ. Cessaniti, сиц. Cissaniti) — муніципалітет в Італії, у регіоні Калабрія,  провінція Вібо-Валентія.
Чессаніті розташоване на відстані близько 470 км на південний схід від Рима, 60 км на південний захід від Катандзаро, 5 км на захід від Вібо-Валентії.
Населення — 3315 осіб (2014).
Щорічний фестиваль відбувається 2 січня. Покровитель — San Basilio.

## Демографія
Населення за роками:

Станом на 1 січня 2023 року в муніципалітеті офіційно проживали 103 іноземці з 20 країн, серед них 41 громадянин країн Євросоюзу та 9 громадян України.

## Сусідні муніципалітети
- Бріатіко
- Філандарі
- Вібо-Валентія
- Цунгрі